# Dachau (koncentrationsläger)
Dachau var det första tyska koncentrationslägret, vilket öppnades den 22 mars 1933, samma år som nazisterna kom till makten. Lägret låg utanför staden Dachau 20 km nordväst om München i Bayern.
Dachau var framförallt ett koncentrationsläger för politiskt oppositionella, kriminella, ”arbetsskygga” och romer. Mellan 1933 och 1945 var 200 000 personer internerade i lägret. Av dessa dog 41 500 av undernäring, i sjukdomar och av misshandel. Ytterligare ett par tusen sköts ihjäl.
I Dachau utfördes medicinska experiment på begäran av armén och flygvapnet. Bland annat användes romer och sinti i försök att återuppliva nedfrusna personer och i tester om möjligheten att överleva på havsvatten. Riksläkaren Ernst-Robert Grawitz var dock bekymrad; han var osäker på om "de främmande raskaraktäristika" gjorde experimentens resultat oanvändbara för tyska ariska män.
Dachau befriades den 29 april 1945 av styrkor ur amerikanska armén, men kom likväl att en lång tid att fungera som bostad för flyktingar.
Lägret hade gaskammare men enligt Simon Wiesenthal-centret i Los Angeles användes dessa inte för att döda människor. The Holocaust History Project har gått igenom ett stort källmaterial och kommit fram till att flertalet av gaskamrarna i Dachau huvudsakligen användes för att desinficera kläder och madrasser i lägren, men att en av gaskamrarna av allt att döma var byggd för att döda människor, oklart dock om den hann tas i bruk.

## Lägerkommendanter
- Hilmar Wäckerle: mars – juni 1933
- Theodor Eicke: juni 1933 – 7 juli 1934
- Alexander Reiner: utnämnd 6 december 1934 (tillträdde ej)
- Heinrich Deubel: 10 december 1934 – 31 mars 1936
- Hans Loritz: 1 april 1936 – juli 1939
- Alexander Piorkowski: 19 februari 1940 – september 1942
- Martin Weiss: 1 september 1942 – 31 oktober 1943
- Eduard Weiter: 31 oktober 1943 – 26 april 1945
- Martin Weiss: 26 april – 28 april 1945
- Johannes Otto: 28 april 1945
- Heinrich Wicker: 28 april – 29 april 1945

## Kända fångar

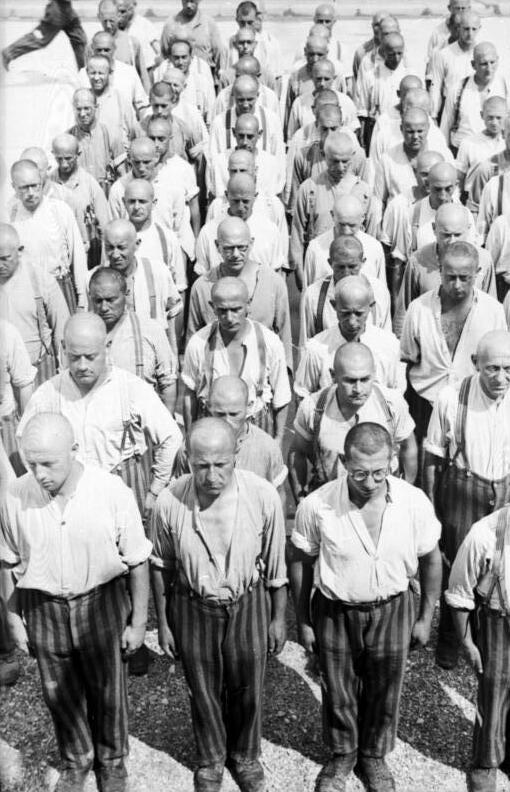
Uppställning i Dachau den 28 juni 1938.

- Bruno Bettelheim, psykiatriker, författare. fängslad 1938, frisläppt 1939
- Alexandros Papagos, överbefälhavare i Greklands armé, f.d. krigsminister, senare Greklands premiärminister (konservativ).
- Martin Niemöller, evangelisk-luthersk präst
- Fritz Gerlich, antinazistisk journalist
- Bernhard Lichtenberg, katolsk präst (avled på ditfärden)
- Antoinette av Luxemburg, kronprinsessa av Bayern
- Albrekt av Bayern, kronprins av Bayern
- Theodor Duesterberg tysk högerpolitiker, internerad under 1934
- Fritz Thyssen, tysk industriman
- Hjalmar Schacht, före detta riksbankschef och minister
- Kurt Schumacher, socialdemokratisk politiker
- Charles Bliss,[7] österrikisk semiotiker och ingenjör

### Kommunister
- Alfred Andersch, fängslad sex månader under 1933
- Hans Beimler, fängslades och rymde. Dog under spanska inbördeskriget.
- Emil Carlebach (jude), i Dachau sedan 1937, skickades till Buchenwald under 1938
- Nikolaos Zachariadis (grek), från november 1941 till maj 1945
- Oskar Müller, i Dachau från 1939 till 1945
- Nando Gherghetta (italienare), från 1943
- Georg Elser, avrättad 9 april 1945. Utförde ett bombattentat mot Hitler.